# Кабеку
Кабеку (фр. Cabecou) — мягкий французский сыр, изготавливаемый фермерским способом в исторической области Керси (между Центральным массивом и равнинами Аквитании), гористой области Руэрг (в Южной Франции) и в Перигоре (Юго-Западная Франция). Исконно контролируемое название сыру кабеку было присвоено в 1988 году.
Кабеку изготавливается из козьего сырого (или смеси козьего, овечьего и коровьего) молока. Зреет сыр 10 — 12 дней. Жирность кабеку — 45 %. 
Головка очень маленькая, в форме плоского диска диаметром 4-5 см, высотой 1-1,5 см, весом 30-40 г.  Головка кабеку покрыта тонкой, ребристой корочкой с белым налетом плесени, посыпана чёрным перцем. Кабеку хранится завёрнутым в листья каштана.
Кабеку имеет молочно-сливочный вкус и аромат.
К сыру кабеку подходят белые вина St Joseph (Marsanne, Roussanne grapes).